# Roland De Neve
Roland De Neve (* 19. Februar 1944 in Drongen) ist ein ehemaliger belgischer Radrennfahrer.

## Sportliche Laufbahn
Er war Teilnehmer der Olympischen Sommerspiele 1964 in Tokio. Im Mannschaftszeitfahren kam Belgien mit Leopold Heuvelmans, Roland De Neve, Roland Van De Rijse und Albert Van Vlierberghe auf den 13. Rang. in der Mannschaftsverfolgung schieden diese vier Fahrer in der Qualifikation aus.
Sein größter Erfolg als Amateur war der Gewinn Bronzemedaille bei den UCI-Straßen-Weltmeisterschaften im Mannschaftszeitfahren 1964 mit René Heuvelmans, Roland Van De Rijse und Albert Van Vlierberghe. 
1964 wurde er Berufsfahrer im Radsportteam Wiel’s-Groene Leeuw. Er blieb bis 1965 als Profi aktiv.